# ياكوب أكرمان
ياكوب أكرمان (بالألمانية: Jacob Fidelis Ackermann )‏ (و. 1765 – 1815 م) هو مؤلف، وأستاذ جامعي، وطبيب، وعالم تشريح، وعالم نبات ألماني، كان عضوًا في الأكاديمية البروسية للعلوم، توفي عن عمر يناهز 50 عاماً، بسبب التهاب الكلى.

## التعليم
تعلم في جامعة ماينتس.